# Liste der Nummer-eins-Hits in Norwegen (2018)
Diese Liste der Nummer-eins-Hits basiert auf der offiziellen norwegischen VG-Lista (Top 40 Singles und Alben) im Jahr 2018, veröffentlicht durch IFPI Norwegen.

## Singles
| ← 2017 ← | Liste der Nummer-eins-Hits in Norwegen | Liste der Nummer-eins-Hits in Norwegen                | Liste der Nummer-eins-Hits in Norwegen                                                                                               | 2019 →                    |
| \| Zeitraum \| Wo. ges. \| Interpret \| Titel Autor(en) \| Zusätzliche Informationen \| \| (Zeitraum, Wochen auf Platz eins, Interpret, Titel, Autor[en], zusätzliche Informationen) \| \| \| \| \| \| ----------------------------------------------------------------------------------------- \| -------- \| ----------------------------------------------------- \| ------------------------------------------------------------------------------------------------------------------------------------ \| ------------------------- \| \| 1.–2. Woche 2 Wochen (insgesamt 3) \| 3 \| Eminem feat. Ed Sheeran \| River Marshall Mathers, Emile Haynie, Ed Sheeran \| – \| \| 3.–4. Woche 2 Wochen \| 2 \| Mars \| Jeg bruker ikke kondom \| – \| \| 5. Woche 1 Woche \| 1 \| Drake \| God’s Plan Aubrey Graham, Ronald LaTour, Daveon Jackson, Matthew Samuels, Noah Shebib \| – \| \| 6.–15. Woche 10 Wochen \| 10 \| Rudimental feat. Jess Glynne, Macklemore & Dan Caplen \| These Days Rudimental, Julian Bunetta, John Ryan, Mark Ralph \| – \| \| 16. Woche 1 Woche \| 1 \| David Guetta & Sia \| Flames Sia Furler, David Guetta, Christopher Braide, Giorgio Tuinfort, Marcus van Wattum \| – \| \| 17. Woche 1 Woche \| 1 \| Ariana Grande \| No Tears Left to Cry Ariana Grande, Max Martin, Ilya Salmanzadeh, Savan Kotecha \| – \| \| 18.–20. Woche 3 Wochen \| 3 \| Post Malone \| Better Now Austin Post, Louis Bell, Adam Feeney, Billy Walsh \| – \| \| 21.–22. Woche 2 Wochen \| 2 \| K-391 feat. Alan Walker, Julie Bergan & Seungri \| Ignite \| – \| \| 23.–30. Woche 8 Wochen \| 8 \| Mads Hansen \| Sommerkroppen \| – \| \| 31.–35. Woche 5 Wochen \| 5 \| Alan Walker feat. Au/Ra & Tomine Harket \| Darkside \| – \| \| 36.–38. Woche 3 Wochen \| 3 \| Dynoro & Gigi D’Agostino \| In My Mind Diego Leoni, Paolo Sandrini, Ivan Gough, Aden Forte, Joshua Soon, Georgina Kingsley, Luigino Di Agostino, Carlo Montagnèr \| – \| \| 39. Woche 1 Woche \| 1 \| Lil Peep & XXXTentacion \| Falling Down Gustav Åhr, Makonnen Sheran, Jahseh Onfroy \| – \| \| 40.–41. Woche 2 Wochen \| 2 \| Alan Walker feat. Sophia Somajo \| Diamond Heart \| – \| \| 42.–47. Woche 6 Wochen (insgesamt 7) \| 7 \| Ava Max \| Sweet but Psycho Ava Max, Andreas Andersen Haukeland, Madison Love, Henry Walter \| – \| \| 48.–51. Woche 4 Wochen \| 4 \| Erik Follestad & Linni Meister \| Juletragedien \| – \| \| 52. Woche 1 Woche (insgesamt 9) \| 9 \| Mariah Carey \| All I Want for Christmas Is You Walter N. Afanasieff, Mariah Carey \| – \| |                                        |                                                       | |                           |
| ← 2017 |                                        |                                                       | | → 2019 →                  |
| Zeitraum | Wo. ges.                               | Interpret                                             | Titel Autor(en) | Zusätzliche Informationen |
| (Zeitraum, Wochen auf Platz eins, Interpret, Titel, Autor[en], zusätzliche Informationen) |                                        |                                                       | |                           |
| 1.–2. Woche 2 Wochen (insgesamt 3) | 3                                      | Eminem feat. Ed Sheeran                               | River Marshall Mathers, Emile Haynie, Ed Sheeran                                                                                     | –                         |
| 3.–4. Woche 2 Wochen | 2                                      | Mars                                                  | Jeg bruker ikke kondom | –                         |
| 5. Woche 1 Woche | 1                                      | Drake                                                 | God’s Plan Aubrey Graham, Ronald LaTour, Daveon Jackson, Matthew Samuels, Noah Shebib                                                | –                         |
| 6.–15. Woche 10 Wochen | 10                                     | Rudimental feat. Jess Glynne, Macklemore & Dan Caplen | These Days Rudimental, Julian Bunetta, John Ryan, Mark Ralph                                                                         | –                         |
| 16. Woche 1 Woche | 1                                      | David Guetta & Sia                                    | Flames Sia Furler, David Guetta, Christopher Braide, Giorgio Tuinfort, Marcus van Wattum                                             | –                         |
| 17. Woche 1 Woche | 1                                      | Ariana Grande                                         | No Tears Left to Cry Ariana Grande, Max Martin, Ilya Salmanzadeh, Savan Kotecha                                                      | –                         |
| 18.–20. Woche 3 Wochen | 3                                      | Post Malone                                           | Better Now Austin Post, Louis Bell, Adam Feeney, Billy Walsh                                                                         | –                         |
| 21.–22. Woche 2 Wochen | 2                                      | K-391 feat. Alan Walker, Julie Bergan & Seungri       | Ignite | –                         |
| 23.–30. Woche 8 Wochen | 8                                      | Mads Hansen                                           | Sommerkroppen | –                         |
| 31.–35. Woche 5 Wochen | 5                                      | Alan Walker feat. Au/Ra & Tomine Harket               | Darkside | –                         |
| 36.–38. Woche 3 Wochen | 3                                      | Dynoro & Gigi D’Agostino                              | In My Mind Diego Leoni, Paolo Sandrini, Ivan Gough, Aden Forte, Joshua Soon, Georgina Kingsley, Luigino Di Agostino, Carlo Montagnèr | –                         |
| 39. Woche 1 Woche | 1                                      | Lil Peep & XXXTentacion                               | Falling Down Gustav Åhr, Makonnen Sheran, Jahseh Onfroy                                                                              | –                         |
| 40.–41. Woche 2 Wochen | 2                                      | Alan Walker feat. Sophia Somajo                       | Diamond Heart | –                         |
| 42.–47. Woche 6 Wochen (insgesamt 7) | 7                                      | Ava Max                                               | Sweet but Psycho Ava Max, Andreas Andersen Haukeland, Madison Love, Henry Walter                                                     | –                         |
| 48.–51. Woche 4 Wochen | 4                                      | Erik Follestad & Linni Meister                        | Juletragedien | –                         |
| 52. Woche 1 Woche (insgesamt 9) | 9                                      | Mariah Carey                                          | All I Want for Christmas Is You Walter N. Afanasieff, Mariah Carey                                                                   | –                         |

## Alben
| ← 2017 ← | Liste der Nummer-eins-Hits in Norwegen | Liste der Nummer-eins-Hits in Norwegen | Liste der Nummer-eins-Hits in Norwegen                  | 2019 →                    |
| \| Zeitraum \| Wo. ges. \| Interpret \| Titel \| Zusätzliche Informationen \| \| (Zeitraum, Wochen auf Platz eins, Interpret, Titel, zusätzliche Informationen) \| \| \| \| \| \| ------------------------------------------------------------------------------ \| -------- \| -------------------------- \| ------------------------------------------------------- \| ------------------------- \| \| 1. Woche 1 Woche (insgesamt 2) \| 2 \| Eminem \| Revival \| – \| \| 2. Woche 1 Woche (insgesamt 18) \| 18 \| Ed Sheeran \| ÷ \| – \| \| 3.–6. Woche 4 Wochen (insgesamt 6) \| 6 \| Camila Cabello \| Camila \| – \| \| 7. Woche 1 Woche \| 1 \| Soundtrack \| Black Panther: The Album \| – \| \| 8. Woche 1 Woche (insgesamt 2) \| 2 \| Soundtrack \| Fifty Shades Freed (Original Motion Picture Soundtrack) \| – \| \| 9.–10. Woche 2 Wochen (insgesamt 6) \| 6 \| Camila Cabello \| Camila \| – \| \| 11. Woche 1 Woche (insgesamt 2) \| 2 \| Soundtrack \| Fifty Shades Freed (Original Motion Picture Soundtrack) \| – \| \| 12.–13. Woche 2 Wochen (insgesamt 3) \| 3 \| XXXTentacion \| ? \| – \| \| 14.–16. Woche 3 Wochen \| 3 \| The Weeknd \| My Dear Melancholy, \| – \| \| 17. Woche 1 Woche (insgesamt 5) \| 5 \| Avicii \| True \| – \| \| 18.–22. Woche 5 Wochen (insgesamt 7) \| 7 \| Post Malone \| Beerbongs & Bentleys \| – \| \| 23. Woche 1 Woche \| 1 \| Ghost \| Prequelle \| – \| \| 24.–25. Woche 2 Wochen (insgesamt 7) \| 7 \| Post Malone \| Beerbongs & Bentleys \| – \| \| 26. Woche 1 Woche (insgesamt 3) \| 3 \| XXXTentacion \| ? \| – \| \| 27.–31. Woche 5 Wochen \| 5 \| Drake \| Scorpion \| – \| \| 32.–33. Woche 2 Wochen \| 2 \| Travis Scott \| Astroworld \| – \| \| 34.–35. Woche 2 Wochen \| 2 \| Ariana Grande \| Sweetener \| – \| \| 36.–42. Woche 7 Wochen \| 7 \| Eminem \| Kamikaze \| – \| \| 43. Woche 1 Woche \| 1 \| Dumdum Boys \| Armer og Bein \| – \| \| 44.–46. Woche 3 Wochen (insgesamt 6) \| 6 \| Lady Gaga & Bradley Cooper \| A Star Is Born \| – \| \| 47. Woche 1 Woche \| 1 \| Mark Knopfler \| Down the Road Wherever \| – \| \| 48. Woche 1 Woche (insgesamt 6) \| 6 \| Lady Gaga & Bradley Cooper \| A Star Is Born \| – \| \| 49. Woche 1 Woche \| 1 \| Unge Ferrari \| Midt imellom magisk og manisk \| – \| \| 50. Woche 1 Woche \| 1 \| XXXTentacion \| Skins \| – \| \| 51.–52. Woche 2 Wochen (insgesamt 29) \| 29 \| Kurt Nilsen & KORK \| Have Yourself a Merry Little Christmas \| – \| |                                        |                                        |                                                         |                           |
| ← 2017 |                                        |                                        |                                                         | → 2019 →                  |
| Zeitraum | Wo. ges.                               | Interpret                              | Titel                                                   | Zusätzliche Informationen |
| (Zeitraum, Wochen auf Platz eins, Interpret, Titel, zusätzliche Informationen) |                                        |                                        |                                                         |                           |
| 1. Woche 1 Woche (insgesamt 2) | 2                                      | Eminem                                 | Revival                                                 | –                         |
| 2. Woche 1 Woche (insgesamt 18) | 18                                     | Ed Sheeran                             | ÷                                                       | –                         |
| 3.–6. Woche 4 Wochen (insgesamt 6) | 6                                      | Camila Cabello                         | Camila                                                  | –                         |
| 7. Woche 1 Woche | 1                                      | Soundtrack                             | Black Panther: The Album                                | –                         |
| 8. Woche 1 Woche (insgesamt 2) | 2                                      | Soundtrack                             | Fifty Shades Freed (Original Motion Picture Soundtrack) | –                         |
| 9.–10. Woche 2 Wochen (insgesamt 6) | 6                                      | Camila Cabello                         | Camila                                                  | –                         |
| 11. Woche 1 Woche (insgesamt 2) | 2                                      | Soundtrack                             | Fifty Shades Freed (Original Motion Picture Soundtrack) | –                         |
| 12.–13. Woche 2 Wochen (insgesamt 3) | 3                                      | XXXTentacion                           | ?                                                       | –                         |
| 14.–16. Woche 3 Wochen | 3                                      | The Weeknd                             | My Dear Melancholy,                                     | –                         |
| 17. Woche 1 Woche (insgesamt 5) | 5                                      | Avicii                                 | True                                                    | –                         |
| 18.–22. Woche 5 Wochen (insgesamt 7) | 7                                      | Post Malone                            | Beerbongs & Bentleys                                    | –                         |
| 23. Woche 1 Woche | 1                                      | Ghost                                  | Prequelle                                               | –                         |
| 24.–25. Woche 2 Wochen (insgesamt 7) | 7                                      | Post Malone                            | Beerbongs & Bentleys                                    | –                         |
| 26. Woche 1 Woche (insgesamt 3) | 3                                      | XXXTentacion                           | ?                                                       | –                         |
| 27.–31. Woche 5 Wochen | 5                                      | Drake                                  | Scorpion                                                | –                         |
| 32.–33. Woche 2 Wochen | 2                                      | Travis Scott                           | Astroworld                                              | –                         |
| 34.–35. Woche 2 Wochen | 2                                      | Ariana Grande                          | Sweetener                                               | –                         |
| 36.–42. Woche 7 Wochen | 7                                      | Eminem                                 | Kamikaze                                                | –                         |
| 43. Woche 1 Woche | 1                                      | Dumdum Boys                            | Armer og Bein                                           | –                         |
| 44.–46. Woche 3 Wochen (insgesamt 6) | 6                                      | Lady Gaga & Bradley Cooper             | A Star Is Born                                          | –                         |
| 47. Woche 1 Woche | 1                                      | Mark Knopfler                          | Down the Road Wherever                                  | –                         |
| 48. Woche 1 Woche (insgesamt 6) | 6                                      | Lady Gaga & Bradley Cooper             | A Star Is Born                                          | –                         |
| 49. Woche 1 Woche | 1                                      | Unge Ferrari                           | Midt imellom magisk og manisk                           | –                         |
| 50. Woche 1 Woche | 1                                      | XXXTentacion                           | Skins                                                   | –                         |
| 51.–52. Woche 2 Wochen (insgesamt 29) | 29                                     | Kurt Nilsen & KORK                     | Have Yourself a Merry Little Christmas                  | –                         |